# Педро де Арбуес
Педро де Арбуес (на испански: Pedro de Arbués) е испански духовник, служител на Испанската инквизиция.
Той е роден около 1441 година в Арагон в благородническо семейство. Учи в Уеска и Болонския университет, след което става каноник на Катедралата на Спасителя в Сарагоса. През 1484 година е назначен за инквизитор на провинцията и се включва в гоненията срещу мараните.
Педро де Арбуес е убит в катедралата на 17 септември 1485 година, вероятно в резултат на заговор на марани и други противници на централизацията.
Убийството на Педро де Арбуес предизвиква антисемитски погроми и е използвано от Инквизицията в нейната пропаганда срещу криптоюдаизма. Веднага след смъртта си той започва да бъде почитан като светец в Испания, а през 1867 година е официално канонизиран от Римокатолическата църква.